# أندريه أستورغا
أندريه أستورغا (بالبرتغالية: André Astorga‏) هو لاعب كرة قدم برازيلي، ولد في 7 يناير 1980 في سانتا في، بارانا في البرازيل. لعب مع أتلتيكو براغانتينو وإسكيشهرسبور وبورتوغيزا سانتيستا وجامعة كلوج وجمعية بورتوغيزا الرياضية وروت فايس أوبرهاوزن ونادي بوا إيسبورت ونادي سانتوس ونادي سبورت ريسيفه ونادي فيلا نوفا وهانوفر 96.

## وصلات خارجية
- أندريه أستورغا على موقع قاعدة بيانات كرة القدم.إي يو (الإنجليزية)
- أندريه أستورغا على موقع Soccerway.com (الإنجليزية)